# Neriglissar
Neriglissar (em acádio: Nergal-shar-utsur), foi um dos últimos reis da Babilônia. Ele assassinou Evil-Merodaque em 560 a.C. e foi sucedido, em 556 a.C., por seu filho Labasi-Marduque.
De acordo com o Easton's Bible Dictionary, Neriglissar era um alto oficial do exército da Babilônia que libertou Jeremias da prisão. Um palácio em ruínas, na margem direita do Rio Eufrates, contém inscrições indicando que foi construído por este rei; na época da composição do Easton's Bible Dictionary, este era o único palácio na margem direita.

## Reinado

### Primeiras atividades
Há apenas um pequeno número de fontes cuneiformes para o período entre 594 a.C. e 557 a.C., cobrindo grande parte do reinado posterior de Nabucodonosor, bem como os reinados de Evil-Merodaque, Neriglissar e Labasi-Marduque. As reconstruções históricas desse período geralmente seguem fontes secundárias em hebraico, grego e latim para determinar quais eventos ocorreram na época, além das tabuinhas de contrato da Babilônia. O último documento datado do reinado de Evil-Merodaque é um contrato datado de 7 de agosto de 560 a.C., escrito na Babilônia. Quatro dias depois, documentos datados de Neriglissar são conhecidos tanto na Babilônia quanto em Uruque. A julgar pelo aumento da atividade econômica atribuída a ele na capital, Neriglissar estava na Babilônia na época da usurpação.
Depois de se tornar rei, Neriglissar aumentou seu domínio no trono ao casar sua filha, Guiguitum, com Nabusumauquim, o administrador do templo Ezida em Borsipa e um influente líder religioso. Não há muito documentado sobre os primeiros dois anos de Neriglissar como rei. Ele é conhecido por ter continuado a construção e os trabalhos de reparo do Esagila, o principal templo da Babilônia, bem como reparado o palácio real e a margem oriental do rio Eufrates após sua enchente anual.

### Campanha na Anatólia
No terceiro ano de Neriglissar como rei, 557 a.C., ele liderou uma campanha militar bem-sucedida na Anatólia, uma expedição registrada em anais contemporâneos (principalmente a crônica 'ABC 6'). A campanha foi em resposta a rumores de que Apuassu, rei da Cilícia, estava planejando um ataque à Síria. Para conter este ataque, Neriglissar marchou com seu exército em Hume (Cilícia oriental, sob controle babilônico desde a queda do Império Neoassírio). Embora Apuassu, que governava uma parte do território a oeste de Hume, tivesse preparado emboscadas e ataques para deter o avanço da Babilônia, ele foi derrotado e perseguido por Neriglissar por mais de 25 quilômetros (16 milhas) de terreno montanhoso ao longo da costa Cilícia até chegar sua capital, Ura, que foi tomada e saqueada por Neriglissar. Onde Ura estava localizado não está claro hoje, mas deve ter sido em algum lugar nas proximidades da cidade moderna de Silifke. Após esta vitória, Neriglissar continuou sua campanha, marchando mais 65 quilômetros ao norte ao longo do rio Göksu para atacar e destruir a cidade de Quirsu (reconstruída séculos depois como Claudiópolis).
Depois de tomar Quirsu, Neriglissar empreendeu um ataque anfíbio contra a ilha Pitusu, a duas milhas da costa, e devastou as passagens nas montanhas que levavam ao povoado de Salune, na fronteira da Lídia. Embora Apuassu tenha escapado do ataque de Neriglissar, a campanha foi bem-sucedida em afirmar o controle babilônico de Cilícia e transformou o pequeno reino em um estado-tampão entre os impérios Babilônico, Lídio e Medo.
O relato da campanha apresentado na crônica ABC 6 diz:
| “ | Apuassu, o rei de Pirindu, reuniu um grande exército e começou a saquear e saquear a Síria. Neriglissar reuniu seu exército e marchou até Hume para se opor a ele. Antes de sua chegada, Apuassu colocou o exército e a cavalaria que ele havia organizado em uma emboscada no vale da montanha. Quando Neriglissar os alcançou, ele infligiu uma derrota sobre eles e conquistou o grande exército. O exército e vários cavalos que ele capturou. Ele perseguiu Apuassu ou uma distância de quinze horas-duplas e marchou através de montanhas difíceis, onde os homens devem caminhar em fila indiana, até Ura, a cidade real. Ele o capturou, agarrou Ura e o despediu. Quando ele marchou por uma distância de seis horas duplas através de montanhas ásperas e passagens difíceis, de Ura a Quirsi - a cidade real de seu antepassado - ele capturou Quirsi, a poderosa cidade, sua metrópole real. Ele queimou sua parede, seu palácio e seu povo. Pitusu, uma terra no meio do oceano, e seis mil soldados que estavam estacionados nela ele capturou por meio de barcos. Ele destruiu sua cidade e capturou seu povo. Naquele mesmo ano, desde a passagem de Salune até a fronteira de Lídia, ele iniciou incêndios. Apuassu fugiu, então ele não o capturou. | ” |

Em fevereiro de 556 a.C., Neriglissar voltou para casa, uma viagem que provavelmente o teria levado cerca de cinquenta dias. O fato de sua campanha ter sido conduzida tão longe do território central da Babilônia poderia significar que ele foi ajudado pelo Império Medo, ou que a campanha foi parcialmente destinada a neutralizar a crescente influência dos medos na Anatólia.

### Morte e sucessão
Neriglissar não governou por muito tempo. Os últimos documentos conhecidos datados do reinado de Neriglissar são um contrato de 12 de abril de 556 a.C. em Babilônia e um contrato de 16 de abril do mesmo ano em Uruque. A Lista de reis de Uruque (IM 65066, também conhecida como Lista de Reis 5), um registro dos governantes da Babilônia de Samassumauquim (r. 668–648 a.C.) ao rei selêucida Seleuco II Calínico (r. 246–225 a.C.), concede a Neriglissar um reinado de três anos e oito meses, consistente com a possibilidade de que Neriglissar morreu em abril.
Beroso escreve que Neriglissar governou quatro anos antes de morrer e ser sucedido por seu filho Labasi-Marduque. Beroso erroneamente atribui o reinado de Labasi-Marduque como nove meses (embora seja possível que seja um erro de escriba) e afirma que os "maus caminhos" de Labasi-Marduque levaram seus amigos a conspirar contra ele, resultando no filho do rei sendo espancado até a morte. Os conspiradores então concordaram que Nabonido, um dos conspiradores, deveria governar. Apesar disso, e apesar de seu breve reinado, Neriglissar foi lembrado favoravelmente pelos babilônios posteriores. Em suas inscrições, Nabonido menciona especificamente Nabucodonosor e Neriglissar como bons reis com quem ele havia se associado.